# Liste des édifices labellisés « Maisons des Illustres » en Île-de-France
Cet article recense et localise les édifices possédant le label français « Maisons des Illustres » en Île-de-France.
Au début 2024, la région compte 37 édifices ainsi labellisés.
Deux cartes ci-après localisent ces édifices,
l'une pour toute l'Île-de-France sauf Paris,
l'autre pour Paris seul.

## Liste
| Édifice                                          | Personnalité                   | Département    | Commune                   | Référence | Protection        | Coordonnées                 | Photo          |
| ------------------------------------------------ | ------------------------------ | -------------- | ------------------------- | --------- | ----------------- | --------------------------- | -------------- |
| Bibliothèque Smith-Lesouëf                       | Auguste Lesouëf                | Val-de-Marne   | Nogent-sur-Marne          |           | Classé MH (2024)  | 48° 30′ 04″ N, 2° 17′ 29″ E | Smithchampion1 |
| Bibliothèque de l'Arsenal                        | Charles Nodier                 | Paris          | Paris 04                  | MI069     | Classé MH (2003)  | 48° 51′ 01″ N, 2° 21′ 49″ E |                |
| Hôtel de Rohan-Guémené                           | Victor Hugo                    | Paris          | Paris 04                  | MI076     | Classé MH (1954)  | 48° 51′ 17″ N, 2° 21′ 59″ E |                |
| Musée Curie                                      | Marie Curie                    | Paris          | Paris 05                  | MI179     |                   | 48° 50′ 39″ N, 2° 20′ 37″ E |                |
| Maison d'Auguste Comte                           | Auguste Comte                  | Paris          | Paris 06                  | MI077     | Classé MH (1928)  | 48° 51′ 04″ N, 2° 20′ 21″ E |                |
| Musée national Eugène-Delacroix                  | Eugène Delacroix               | Paris          | Paris 06                  | MI206     | Inscrit MH (1991) | 48° 51′ 17″ N, 2° 20′ 07″ E |                |
| Musée Gustave-Moreau                             | Gustave Moreau                 | Paris          | Paris 09                  | MI078     |                   | 48° 52′ 41″ N, 2° 20′ 04″ E |                |
| Musée Pasteur                                    | Louis Pasteur                  | Paris          | Paris 15                  | MI073     |                   | 48° 50′ 25″ N, 2° 18′ 41″ E |                |
| Immeuble Molitor                                 | Le Corbusier                   | Paris          | Paris 16                  | MI080     | Inscrit MH (1990) | 48° 50′ 36″ N, 2° 15′ 05″ E |                |
| Maison de Balzac                                 | Honoré de Balzac               | Paris          | Paris 16                  | MI079     | Inscrit MH (1944) | 48° 51′ 19″ N, 2° 16′ 51″ E |                |
| Musée Clemenceau                                 | Georges Clemenceau             | Paris          | Paris 16                  | MI070     | Classé MH (1955)  | 48° 51′ 33″ N, 2° 17′ 06″ E |                |
| Maison natale de Louis Braille                   | Louis Braille                  | Seine-et-Marne | Coupvray                  | MI081     | Inscrit MH (1966) | 48° 53′ 40″ N, 2° 47′ 31″ E |                |
| Maison de Pierre Mac Orlan                       | Pierre Mac Orlan               | Seine-et-Marne | Saint-Cyr-sur-Morin       | MI180     |                   | 48° 54′ 27″ N, 3° 10′ 40″ E |                |
| Musée de l'atelier Rosa-Bonheur                  | Rosa Bonheur                   | Seine-et-Marne | Thomery                   | MI083     |                   | 48° 23′ 46″ N, 2° 47′ 00″ E |                |
| Musée départemental Stéphane-Mallarmé            | Stéphane Mallarmé              | Seine-et-Marne | Vulaines-sur-Seine        | MI082     | Inscrit MH (1946) | 48° 25′ 52″ N, 2° 44′ 48″ E |                |
| Maison Jean-Cocteau                              | Jean Cocteau                   | Essonne        | Milly-la-Forêt            | MI088     | Inscrit MH (1969) | 48° 24′ 09″ N, 2° 27′ 53″ E |                |
| Maison-atelier de Foujita                        | Tsugouharu Foujita             | Essonne        | Villiers-le-Bâcle         | MI089     | Inscrit MH (1994) | 48° 43′ 34″ N, 2° 07′ 26″ E |                |
| Propriété Caillebotte                            | Gustave Caillebotte            | Essonne        | Yerres                    | MI071     | Inscrit MH (1993) | 48° 43′ 02″ N, 2° 29′ 17″ E |                |
| Bibliothèque Marmottan                           | Paul Marmottan                 | Hauts-de-Seine | Boulogne-Billancourt      | MI075     | Inscrit MH (1984) | 48° 50′ 36″ N, 2° 14′ 47″ E |                |
| Vallée-aux-Loups                                 | François-René de Chateaubriand | Hauts-de-Seine | Châtenay-Malabry          | MI090     | Inscrit MH (1964) | 48° 46′ 22″ N, 2° 15′ 52″ E |                |
| Villa des Brillants                              | Auguste Rodin                  | Hauts-de-Seine | Meudon                    | MI092     | Classé MH (1972)  | 48° 48′ 51″ N, 2° 15′ 10″ E |                |
| Maison des Jardies                               | Léon Gambetta                  | Hauts-de-Seine | Sèvres                    | MI091     | Inscrit MH (1991) | 48° 49′ 38″ N, 2° 11′ 55″ E |                |
| Maison du Docteur Gachet                         | Paul Gachet                    | Val-d'Oise     | Auvers-sur-Oise           | MI215     | Inscrit MH (1991) | 49° 04′ 18″ N, 2° 09′ 22″ E |                |
| La Maison Rose                                   | Charles-François Daubigny      | Val-d'Oise     | Auvers-sur-Oise           | MI197     | Classé MH (1993)  | 49° 04′ 23″ N, 2° 10′ 12″ E |                |
| Maison-atelier Émile-Boggio                      | Emilio Boggio                  | Val-d'Oise     | Auvers-sur-Oise           | MI214     |                   | 49° 04′ 10″ N, 2° 09′ 46″ E |                |
| Musée Jean-Jacques-Rousseau                      | Jean-Jacques Rousseau          | Val-d'Oise     | Montmorency               | MI093     |                   | 48° 59′ 13″ N, 2° 19′ 17″ E |                |
| Maison de Jean Monnet                            | Jean Monnet                    | Yvelines       | Bazoches-sur-Guyonne      | MI181     |                   | 48° 46′ 15″ N, 1° 51′ 06″ E |                |
| Les Maisonnettes                                 | Nadia et Lili Boulanger        | Yvelines       | Gargenville               | MI194     |                   | 48° 59′ 35″ N, 1° 49′ 29″ E |                |
| Maison de Léon et Jeanne Blum                    | Léon Blum                      | Yvelines       | Jouy-en-Josas             | MI072     |                   | 48° 46′ 09″ N, 2° 10′ 05″ E |                |
| Château de Monte-Cristo                          | Alexandre Dumas                | Yvelines       | Le Port-Marly             | MI085     | Inscrit MH (1987) | 48° 53′ 08″ N, 2° 06′ 12″ E |                |
| Château de Médan                                 | Maurice Maeterlinck            | Yvelines       | Medan                     | MI074     | Inscrit MH (1979) | 48° 57′ 10″ N, 1° 59′ 39″ E |                |
| Maison d'Émile Zola                              | Émile Zola                     | Yvelines       | Medan                     | MI084     | Inscrit MH (1983) | 48° 57′ 21″ N, 1° 59′ 44″ E |                |
| Le Belvédère                                     | Maurice Ravel                  | Yvelines       | Montfort-l'Amaury         | MI086     | Inscrit MH (1994) | 48° 46′ 34″ N, 1° 48′ 19″ E |                |
| Moulin de Villeneuve (Saint-Arnoult-en-Yvelines) | Elsa Triolet                   | Yvelines       | Saint-Arnoult-en-Yvelines | MI087     |                   | 48° 34′ 07″ N, 1° 55′ 33″ E |                |
| Musée Claude-Debussy                             | Claude Debussy                 | Yvelines       | Saint-Germain-en-Laye     | MI182     | Inscrit MH (1972) | 48° 53′ 49″ N, 2° 05′ 34″ E |                |
| Le Prieuré                                       | Maurice Denis                  | Yvelines       | Saint-Germain-en-Laye     | MI213     | Classé MH (1976)  | 48° 53′ 34″ N, 2° 05′ 15″ E |                |
| Musée Raymond-Devos                              | Raymond Devos                  | Yvelines       | Saint-Rémy-lès-Chevreuse  | MI211     |                   | 48° 42′ 23″ N, 2° 04′ 34″ E |                |
| Château de Vaux-sur-Seine                        | Carlo Marochetti               | Yvelines       | Vaux-sur-Seine            | MI068     | Inscrit MH (1996) | 49° 00′ 36″ N, 1° 57′ 21″ E |                |

### Carte Île-de-France
| \| 1.Auguste Lesouëf 12.Braille 13.Mac Orlan 13.Rosa Bonheur 14.Mallarmé 15.Cocteau 16.Foujita 17.Caillebotte 18.Marmottan 19.Chateaubriand 20.Rodin 21.Gambetta 22.Dr Gachet 24.Daubigny 25.Emilio Boggio 26.Rousseau 27.Jean Monnet 28.Nadia et Lili Boulanger 29.Léon Blum 30.Dumas 31.Maeterlinck 32.Zola 33.Ravel 34.Elsa Triolet 35.Debussy 36.Maurice Denis 37.Raymond Devos 38.Carlo Marochetti \| |
| 1.Auguste Lesouëf 12.Braille 13.Mac Orlan 13.Rosa Bonheur 14.Mallarmé 15.Cocteau 16.Foujita 17.Caillebotte 18.Marmottan 19.Chateaubriand 20.Rodin 21.Gambetta 22.Dr Gachet 24.Daubigny 25.Emilio Boggio 26.Rousseau 27.Jean Monnet 28.Nadia et Lili Boulanger 29.Léon Blum 30.Dumas 31.Maeterlinck 32.Zola 33.Ravel 34.Elsa Triolet 35.Debussy 36.Maurice Denis 37.Raymond Devos 38.Carlo Marochetti       |

### Carte Paris
| \| 1.Auguste Lesouëf 2.Charles Nodier 3.Victor Hugo 4.Marie Curie 5.Auguste Comte 6.Delacroix 7.Gustave Moreau 8.Pasteur 9.Le Corbusier 10.Balzac 11.Clemenceau 12.Braille 13.Mac Orlan 13.Rosa Bonheur 14.Mallarmé 15.Cocteau 16.Foujita 17.Caillebotte 18.Marmottan 19.Chateaubriand 20.Rodin 21.Gambetta 22.Dr Gachet 24.Daubigny 25.Emilio Boggio 26.Rousseau 27.Jean Monnet 28.Nadia et Lili Boulanger 29.Léon Blum 30.Dumas 31.Maeterlinck 32.Zola 33.Ravel 34.Elsa Triolet 35.Debussy 36.Maurice Denis 37.Raymond Devos 38.Carlo Marochetti \| |
| 1.Auguste Lesouëf 2.Charles Nodier 3.Victor Hugo 4.Marie Curie 5.Auguste Comte 6.Delacroix 7.Gustave Moreau 8.Pasteur 9.Le Corbusier 10.Balzac 11.Clemenceau 12.Braille 13.Mac Orlan 13.Rosa Bonheur 14.Mallarmé 15.Cocteau 16.Foujita 17.Caillebotte 18.Marmottan 19.Chateaubriand 20.Rodin 21.Gambetta 22.Dr Gachet 24.Daubigny 25.Emilio Boggio 26.Rousseau 27.Jean Monnet 28.Nadia et Lili Boulanger 29.Léon Blum 30.Dumas 31.Maeterlinck 32.Zola 33.Ravel 34.Elsa Triolet 35.Debussy 36.Maurice Denis 37.Raymond Devos 38.Carlo Marochetti       |